# Saurimo
Saurimo (appelée jusqu'en 1975 Henrique de Carvalho) est la capitale de la province angolaise de Lunda Sud.

## Religion
Saurimo est le siège d'un archevêché catholique.